# 武田信繩
武田信繩（1471年—1507年3月27日）是日本戰國時代武將。甲斐守護大名。武田信虎之父、武田信玄之祖父、武田勝賴的曾祖父。甲斐源氏宗家武田氏第17代當主。

## 生平
武田信繩是第16代當主武田信昌的嫡男。甲斐國在室町時代後期因上杉禪秀之亂促使甲斐國守護代跡部氏和國人勢力抬頭，令守護武田氏勢力漸漸弱化，但是在信繩的父親武田信昌時期排斥跡部氏以及驅逐國人勢力，並回復守護的權力。另一方面河內領主穴山氏和郡內領主小山田氏等新勢力亦開始冒起。
明應元年（1492年）父親信昌隱居，信繩繼任甲斐守護，受到父親過分寵愛的異母弟油川信惠失去繼承守護的希望，因此兩方開戰，加上穴山氏、東郡的栗原氏、西郡的大井氏有力國人勢力的抗爭令甲斐國陷入混亂狀態。明應4年（1495年），駿河國的今川氏親與重臣伊勢宗瑞（即北條早雲）認為有機可乘於是在明應四年從相模起兵入侵甲斐，面對強敵，武田家選擇停止內訌一致對外，信繩與弟弟和解，令武田家重新團結守護信繩，並於吉田附近擊退了伊勢宗瑞的入侵。
永正4年（1507年）2月14日，武田信繩病死，享年37歲，由他的嫡子武田信直繼承當主之位。